# Tersilochus varius
Tersilochus varius là một loài tò vò trong họ Ichneumonidae.